# François Lionet
François Lionet (?, 1963 –) francia programozó, aki leginkább az Atari ST-re írt STOS BASIC, illetve az Amigára - Constantin Sotiropoulos együtt - kifejlesztett AMOS BASIC programozási nyelvekről nevezetes. Számos videójáték szoftvert is jegyez ezekre és más platformokra.
1994-ben Yves Lamoureux-vel együtt megalapította a Clickteam nevű szoftverfejlesztő céget, melynek keretei között videojáték-készítő fejlesztőeszközöket alkottak meg és dobtak piacra.

Lionet 2018 októberében megalapította saját cégét, az AOZ Studiót és megkezdte az AMOS új verziójának a fejlesztését AMOS2 néven. A küldetés most is az, hogy "olyan nagyszerű és kreatív fejlesztőeszközt nyújtsunk, melyet akár egy gyermek is használni tud." A cég működése során támogatja a hátrányos helyzetűeket, valamint a nők nagyobb térnyerését a digitális technológiák világában.

## Szoftverek
- 2019 AMOS2 (AOZ Studio)
- 2013 Clickteam Fusion 2.5
- 2006 The Games Factory 2.0
- 2006 Multimedia Fusion 2.0
- 2002 Multimedia Fusion 1.5
- 1999 Jamagic
- 1997-98 Multimedia Fusion 1.0
- 1996-97 The Games Factory 1.0
- 1995-96 Corel Click & Create
- 1993-94 Klik & Play
- 1993 AMOSPro Compiler
- 1992 AMOS Professional
- 1992 Easy AMOS
- 1991 AMOS Compiler
- 1990 AMOS BASIC
- 1989 STOS Compiler
- 1988 STOS BASIC
- 1987 Captain Blood (PC és C64)
- 1983-86 Különféle 8-bites játékok